# Бжеські
Бжеські — польські шляхетські роди.

## гербу Бонча
Бартош Папроцький, Шимон Окольський про них не писали. Власне, Куніцькі, які стали писатись Бжеськими через власне поселення. Ян, Людвік підписали вибір королем Яна III Собеського.

## гербу Окша
Походив від Вільгельма — рідного брата краківського єпископа Нанкєра (Nankier)

### Представники
- Ян з Бжеська — краківський каштелян 1311 року

## гербу Ястребець
Папроцький, Окольський про них не писали. Представники роду в Сєрадзькому воєводстві підписувалися «з Бжози».

### Представники
- Самуель із Бжози — учасник багатьох «славних експедицій» для Королівства, помер 1643
- Александер із Бжози — дідич Калушева
- Миколай із Бжози, дружина — Ізабелла Ліґенза гербу Півкозич

## гербуЦьолек
Походили з Бжезець (Стенжицький повіт). Мали вплив у Сандомирському воєводстві. Деякі представники роду посідали впливові уряди у Подільському воєводстві, породичалися з представниками впливових родів Галичини, Поділля

### Представники
- Цьолек — чоловік Анни Монастирської-Язловецької, зять Миколая[1]
  - Миколай — ротмістр поточної оборони, кам'янецький староста

- Ян, дружина — Анна з Вольських
  - Габріель — канонік познанський у 1570 р.

## гербу Правдич

варіант гербу Правдич

Відгалуження родів Нєборовських, Кобильніцьких у Плоцькому воєводстві.

### Представники
- Кмачола — військовик, висланий князями Мазовії, загинув у бою проти татар
- Вацлав — староста плоцький